# Xot de Califòrnia
El xot de Califòrnia (Megascops kennicottii) és una espècie d'ocell de la família dels estrígids (Strigidae). Habita des de boscos fins desert amb cactus, des del sud-est d'Alaska, a través de l'oest del Canadà i dels Estats Units, fins a la major part de Mèxic. El seu estat de conservació es considera de risc mínim.